# 20028 Stansammy
20028 Stansammy è un asteroide della fascia principale. Scoperto nel 1992, presenta un'orbita caratterizzata da un semiasse maggiore pari a 2,839375 UA e da un'eccentricità di 0,057901, inclinata di 11,331880° rispetto all'eclittica. Ha un diametro di 7,388 km. Ha un periodo di rotazione di 348,936 ore.